# Ernst Germer
Ernst Germer (* 14. Juli 1901 in Ottweiler; † 8. Januar 1987 in Trippstadt) war ein deutscher Künstler, Kunsterzieher und Hochschullehrer. Nach Tätigkeit im Höheren Schuldienst war er Dozent am Hochschulinstitut für Kunst- und Werkerziehung an der Staatlichen Schule für Kunst und Handwerk Saarbrücken und Professor für Kunsterziehung an der Pädagogischen Hochschule Saarbrücken.

## Leben
Germer wurde 1901 als Sohn des Fotografen Otto Franz Germer und dessen Ehefrau  Anna Pauline(geb. Weingard) im saarländischen Ottweiler geboren. Zwischen 1915 und 1921 wurde er am Lehrerseminar in Ottweiler ausgebildet und studierte dann an der Kasseler Akademie bei Ewald Dülberg. Im Jahr 1925 heiratete er die Lehrerin 1925 Johanna Grieger. Im folgenden Jahr wurde Tochter Ursula geboren, 1927 folgte Sohn Peter Otto.
Bis 1926 war er Lehrer an der Staatlichen Kunst- und Kunstgewerbeschule in Saarbrücken, ehe er ein Studium an der Kunstschule in Berlin begann, wo er bis 1928 eingeschrieben war und bei Willy Jaeckel und Georg Tappert studierte.
Von 1930 bis 1939 arbeitete er als Kunsterzieher an der Aufbauschule in Ottweiler 1939 wurde er zum Kriegsdienst eingezogen. Im Jahr 1943 ließen sich die Germers scheiden und Germer heiratete die Pianistin Martha Maria Babette Müller. Das Paar bekam zwei Töchter.
Ernst Germer geriet 1944 in sowjetische Kriegsgefangenschaft, aus der er erst 1950 heimkehrte. Ab 1951 war er erneut Kunsterzieher am Staatlichen Realgymnasium Neunkirchen/Saar. Am Aufbau eines Hochschulinstituts für Kunst und Werkerziehung an der Staatlichen Schule für Kunst und Handwerk Saarbrücken war er ab 1956 maßgeblich beteiligt, verließ den Höheren Schuldienst und übernahm eine Dozentur sowie die fachliche Leitung des Instituts. 1984 verlieh ihm die Regierung des Saarlandes den Titel eines Professors für Kunsterziehung an der Pädagogischen Hochschule, wo er zwischenzeitlich auch das Amt des Rektors und Prorektors ausübte.
Nach dem Tod seiner zweiten Frau, der Pianistin Marta Germer-Müller, siedelte er um nach Trippstadt, wo er bis zu seinem Tod im Jahre 1987 künstlerisch tätig war.
Die Hochschullehrer Wolfgang Kermer und Horst Linn sind Schüler seiner Zeit als Kunsterzieher in Neunkirchen.

## Werk
Hervorzuheben ist insbesondere Germers grafisches Werk. Geprägt waren Germers Arbeiten vor allem von den Erfahrungen des Zweiten Weltkriegs und der Kriegsgefangenschaft. In diesen Jahren hatte Germer viel gezeichnet und verarbeitete die Eindrücke bis in die 1980er-Jahre zu Ölgemälden.

## Ausstellungen
- 1969: saar 69 – malerei / skulptur / grafik, Moderne Galerie, Saarlandmuseum, Saarbrücken
- 1981: Ernst Germer/Alfred Oesterreich, Saarlandmuseum, Saarbrücken
- 1986: Altes Rathaus, Ottweiler
- 1987: Gedächtnisausstellung, Städtisches Kulturamt, Kaiserslautern
- 2009: Ernst Germer, Witwenpalais Ottweiler